# Vanessula milca
Vanessula milca is een vlinder van de familie van de Nymphalidae. De wetenschappelijke naam is voorgesteld door William Chapman Hewitson in een publicatie uit 1873.

## Verspreiding
Deze soort komt voor in de bossen van tropisch Afrika waaronder Guinee, Sierra Leone, Liberia, Ivoorkust, Ghana, Nigeria, Kameroen, Gabon, Centraal-Afrikaanse Republiek, Congo-Brazzaville, Congo-Kinshasa, Oeganda, West-Kenia, West-Tanzania, Angola en Zambia.

## Ondersoorten
- Vanessula milca milca (Hewitson, 1873) (Guinee, Sierra Leone, Liberia, Ghana)
- Vanessula milca angustifascia Joicey & Talbot, 1928  (Ivoorkust)
- Vanessula milca buechneri Dewitz, 1887 (Oost-Nigeria, Kameroon, Gabon, Centraal-Afrikaanse Republiek, Congo-Brazzaville, Angola)
  - = Vanessula buechneri Dewitz, 1887
- Vanessula milca latifasciata Joicey & Talbot, 1928 (Congo-Kinshasa, Oeganda, Kenia, West-Tanzania, Zambia)